# Kendermál
Kendermál (románul: Chendremal) falu Romániában, Erdélyben, Szilágy megyében.

## Fekvése
Hidalmástól 6,5 km-re délnyugatra, Almásszentmihály és Magyarzsombor között, az Almás vize mellett fekvő település. Áthalad rajta az E81-es európai út (a DN1F és a DN1G főutak közös szakasza).

## Története
A falu nevét 1839-ben említették először Kendermál, Kendermal alakban. 1909-ben Chendermal néven írták.
1888-ban Kolozs vármegye Almási járásához, majd a 20. század elején a trianoni békeszerződésig Kolozs vármegye Hidalmási járásához tartozott.
Az 1910-es népszámlálás adatai szerint Kendermálnak 286 lakosa volt, ebből 219 fő román, 58 pedig magyar volt. A lakosságából ekkor 224 fő görögkeleti ortodox, 41 református,  17 zsidó vallású volt.
A 2002-es népszámláláskor 170 lakója közül 148 fő (87,1%) román, 20 (11,8%) cigány és 2 (1,2%) magyar volt.